# Army Men: Air Tactics
Army Men: Air Tactics est un jeu vidéo de type shoot 'em up développé et édité par The 3DO Company, sorti en 2000 sur Windows.

## Accueil
- IGN : 4,5/10[1]